# Дезалье д’Аржанвиль, Антуан-Жозеф
Антуа́н-Жозе́ф Дезалье́ д’Аржанви́ль (фр. Antoine-Joseph Dezallier d’Argenville; 1 июля 1680, Париж — 29 ноября 1765) — французский учёный, естествоиспытатель и писатель-энциклопедист. Принимал участие в работе над «Энциклопедией» Дидро и Д’Аламбера. Член Лондонского королевского общества, исследователь искусства садов и коллекционер эстампов. В истории европейской культуры известны отец и сын д’Аржанвиль. Отец — Антуан-Жозеф Дезалье д’Аржанвиль знаменит тем, что написал самый полный французский трактат о французском садово-парковом искусстве, а также книги по естественной истории.

## Биография
Антуан-Жозеф Дезалье был сыном книготорговца Антуана Дезалье и Мариэтты, вдовы издателя Жана Дю Пюи.[2]. Учился в Коллеж дю Плесси, изучал юриспруденцию и брал уроки рисования и гравирования у Жана Корнеля, Жана-Батиста Александра Леблона и Бернара Пикара. Его отец приобрёл в 1696 году поместье Аржанвиль в муниципалитете Безон и передал его в 1711 году своему сыну, который добавил к своему имени титул д’Аржанвиль. Впоследствии Дезалье д’Аржанвиль побывал в Германии, Италии и Англии. В 1718 году он женился на Франсуаз-Терезе Эмар, которая родила ему в 1723 году сына. Его сын, Антуан-Николя Дезалье д’Аржанвиль (1723—1796) прославился тем, что написал путеводители по Парижу и его историческим памятникам, а также книги по естественной истории, биографический сборник о французских художниках: архитекторах и скульпторах и многое другое.
В 1720 году Дезалье д’Аржанвиль продал своё имение в Безоне и перебрался в Бьевр. В 1742 году его жена скончалась и позднее он женился вторично.

## Научная деятельность
Его книга «Теория и практика садоводства» (La théorie et la pratique du jardinage) была впервые анонимно опубликована в 1709 году и стала широко распространённым и наиболее авторитетным произведением по садоводству в XVIII веке. Второе издание было обозначено инициалами автора, следующие появились под именем архитектора Жана-Батиста Александра Леблона, который выполнил к этому изданию гравюры. Второе и третье издания 1713 и 1747 годов д’Аржанвиль пересмотрел в соответствии с быстро меняющимся вкусом времени и добавил новые, более современные гравюры. Работа была переведена на английский язык в 1712 году Джоном Джеймсом и переведена на немецкий язык в 1731 году Францем Антоном Данрайтером под названием «Die Gärtnerey».
С 1748 года Дезалье д’Аржанвиль принимал участие в работе над «Энциклопедией» Дидро и Д’Аламбера. В письмах он сообщал о более чем 2000 статей, которые он написал для Энциклопедии. Фактически в текст Энциклопедии включено 597 статей с аббревиатурой «К» (статьи писал и д’Аржанвиль-сын), поэтому вопрос об авторстве остается неясным.
Дезалье д’Аржанвиль владел большой коллекцией раковин моллюсков, о которой он также написал в издании «Естественная история, прояснённая в двух основных частях: литологии и конхологии» (l’Histoire naturelle éclaircie dans deux de ses parties principales, la lithologie et la conchyliologie, 1742). Значительной была и собранная им коллекция гравюр на меди и рисунков.
Его сын Антуан-Николя Дезалье д’Аржанвиль (27 августа 1723, Париж — 26 сентября 1796, Париж) написал «Словарь садоводства» (Dictionnaire du Jardinage) и множество статей о садах в Энциклопедии Дидро и д’Аламбера, а также издал в 1787 году двухтомный труд в подражание Джорджо Вазари: «Жизнеописания известных архитекторов времён Возрождения искусств» (Vies des Fameux Architectes depuis la Renaissance des Arts).

### Об Антуане-Жозефе д’Аржанвиле
- Eloge de M. Desallier d’Argenville. In: La Conchyologie, ou Histoire Naturelle de Coquiolles. 3. Auflage. Paris 1780, S. IX—XXIV.
- Dictionnaire de Biographie francaise, vol. 6, Paris 1939
- Ingrid Dennerlein: Die Gartenkunst der Régence und des Rokoko in Frankreich. Worms 1981.
- Detlef Karg: Antoine Joseph Dezallier d’Argenville. Anmerkungen zu seinem 300. Geburtstag. In: Architektur der DDR. Nr. 29, 1980, S. 506—508.